# Shūya Akamatsu
Shūya Akamatsu (jap. 赤松 秀哉, Akamatsu Shūya; * 19. Mai 1993 in Hokkaidō) ist ein ehemaliger japanischer Fußballspieler.

## Karriere
Shūya Akamatsu erlernte das Fußballspielen in der Universitätsmannschaft der Kanazawa Seiryo University im japanischen Kanazawa. Seinen ersten Vertrag unterschrieb er 2016 beim ReinMeer Aomori FC. Der Verein aus Aomori spielte in der vierten japanischen Liga, der Japan Football League. 2017 wurde er mit dem Verein Vizemeister der Liga. 2019 ging er nach Thailand. Hier unterschrieb er einen Vertrag beim Kasem Bundit University FC. Mit dem Verein aus der Hauptstadt Bangkok spielte er in der dritten Liga, der Thai League 3. Hier trat man in der Lower Region an. Mitte 2020 ging er nach Laos. Hier nahm ihn der Lao Toyota FC unter Vertrag. Mit Lao Toyota spielte er in der ersten Liga, der Lao Premier League. Ende der Saison wurde er mit dem Verein aus Vientiane laotischer Fußballmeister. Ende 2020 unterschrieb er einen Vertrag beim japanischen Drittligisten Vanraure Hachinohe in Hachinohe. Bei dem Verein aus Hachinohe stand er zwei Spielzeiten unter Vertrag. Für Vanraure bestritt er 31 Ligaspiele. Im Januar 2023 nahm ihn der Viertligist Briobecca Urayasu unter Vertrag. In seiner letzten Saison bestritt er zwölf Ligaspiele. Mit Briobecca wurde er Vizemeister der vierten Liga. Im Januar 2024 beendete er seine Karriere als Fußballspieler.

## Erfolge
Lao Toyota FC
- Laotischer Meister: 2020